# Texty
Texty jsou literární časopis vycházející čtvrtletně od roku 1996 ve Vsetíně. Zaměřuje se na původní autorskou tvorbu, obsahuje prózu, poezii, recenze, rozhovory či komiks. Šéfredaktorem periodika je publicista, překladatel, někdejší redaktor olomoucké revue Aluze a vlastník nakladatelství Klenov Pavel Kotrla.

## Vznik a podoba
Časopis se zrodil z nadšení mezi absolventy vsetínského gymnázia, jimiž byli vedle Pavla Kotrly Jiří Hrabal, Jakub Chrobák a René Kočík, vydavatelem se stal Dalibor Malina. Mezi dalšími redaktory nechyběli Martin Škabraha nebo Milan Orálek. Texty se staly prvním literárním periodikem s vlastní internetovou variantou. Vedle obsahu na sebe upozornily i atypickým formátem – na délku složeným formátem A5 (7,3 × 21 cm), jehož účelem bylo umožnit časopis pohodlně zastrčit do kapsy. Jednotlivá čísla čtvrtletníku jsou od sebe odlišena barvou tisku v návaznosti na jednotlivá roční období (zelená, červená, hnědá, modrá). Financování prováděla od počátku sama redakce, Texty vychází v nákladu 200–300 kusů, jsou distribuované zdarma a také kompletně přístupné na internetu. Časopis je excerpován Ústavem pro českou literaturu AV ČR. Mezi jmény přispěvatelů figurují např. prozaikové Antonín Bajaja, Petr Hruška, Lukáš Berný, básník Jakub Grombíř, autor komiksů Michal Jareš či zesnulý literární historik Mojmír Trávníček.